# Старобиктимирово
Старобиктимирово (баш. Иҫке Биктимер) — деревня в Бирском районе Республики Башкортостан Российской Федерации. Входит в состав Старопетровского сельсовета.

## География

### Географическое положение
Расстояние до:
- районного центра (Бирск): 28 км,
- центра сельсовета (Питяково): 5 км,
- ближайшей ж/д станции (Уфа): 124 км.

## Население
| 2002 | 2009 | 2010 |
| ---- | ---- | ---- |
| 2    | ↗6   | ↘5   |

Согласно переписи 2002 года, преобладающая национальность — русские (100 %).